# Commission supérieure du Numérique et des Postes
 (juillet 2020).
Si vous disposez d'ouvrages ou d'articles de référence ou si vous connaissez des sites web de qualité traitant du thème abordé ici, merci de compléter l'article en donnant les références utiles à sa vérifiabilité et en les liant à la section « Notes et références ».
 (mars 2024).
L'article doit être relu — et modifié si nécessaire — par des contributeurs indépendants pour apporter un regard critique aux contributions effectuées en violation des conditions d'utilisation de Wikipédia, tant sur la forme (notamment concernant le style encyclopédique, la proportionnalité) que sur le fond (la neutralité de point de vue, la qualité et l'indépendance des sources).
En France, la Commission Supérieure du Numérique et des Postes (CSNP) est issue de la Commission supérieure du Service public des Postes et des Télécommunications (CSSPPT) créée par la loi no 90-568 du 2 juillet 1990, relative à l'organisation du service public des postes et télécommunications. La loi no 2004-669 du 9 juillet 2004 relative aux communications électroniques et aux services de communication audiovisuelle a confirmé ses missions, en élargissant son domaine d'intervention aux communications électroniques.
Avec le vote de la Loi pour une République Numérique, en 2016, la Commission Supérieure du Service Public des Postes et des Communications Electroniques (CSSPPCE) devient la Commission Supérieure du Numérique et des Postes (CSNP). Ce changement de nom apporte à la Commission Supérieure une plus grande lisibilité de ses travaux dans un secteur où Numérique et Postes sont complémentaires.

## Missions
La CSNP (ex-CSSPPCE) a pour mission de contrôler les activités postales et de communications électroniques : téléphonie fixe, mobile et internet. À ce titre, elle évalue la portée des nouvelles technologies dans le quotidien et le futur de La Poste.
Elle vérifie la mise en application de la loi adoptée par le Parlement le 2 juillet 1990, qui a transformé des services de l’État en deux exploitants autonomes de droit public.
Au-delà de son rôle consultatif sur les textes réglementaires, la CSNP peut aussi prendre l'initiative de formuler des propositions sur des sujets d'actualité dans les domaines numériques et postaux. Cela peut inclure par exemple des recommandations pour améliorer la connectivité dans les zones rurales, des propositions pour renforcer la sécurité des données personnelles, ou des idées pour évaluer des mesures de cybersécurité. La Commission rend des avis et des recommandations, après audition, saisie ou missions d'information. Elle rend ensuite un rapport annuel au Parlement et au Premier ministre, travaille avec le Gouvernement en général, et en particulier, avec le ministre de l'Économie, des Finances et de la Souveraineté industrielle et numérique.
La Commission travaille avec toute entreprise liée au secteur des activités postales, des communications électroniques et de l'internet. Elle collabore aussi étroitement avec des établissements publics et des autorités compétentes comme l'ANSSI, l'ANCT mais aussi l'ARCEP.
Le ministère de l'Économie, des Finances et de la Souveraineté industrielle et numérique apporte son soutien opérationnel à la Commission.

## CSNP et Intelligence artificielle
La CNSP a rendu un avis, en juin 2020 avant l'émergence de l'intelligence artificielle générative (IAg) sur les enjeux posés par le développement de l'IA, recommandant de « rattraper le retard pris par l'Europe » et d'adopter une régulation appropriée de l'IA, qui devrait protéger « les libertés fondamentales du citoyen et du consommateur européen, sans que cet encadrement freine ou pénalise les initiatives publiques et privées ».
En janvier 2024, la CSNP rend un nouvel avis sur l'IA, évoquant  « un saut technologique et sans doute une révolution technologique et économique dont les effets sont encore difficiles à mesurer mais dont on devine qu’ils seront majeurs pour notre société et nos démocraties ». Après analyse des besoins et enjeux de la régulation de l'IA, des obstacles et leviers pour créer une IA française et européenne, la CSNP recommande notamment un meilleur usage de l'intelligence artificielle dans les services publics, estime qu'« il est encore temps de développer une IA française et européenne. Les big techs américaines et chinoises ont pris de l'avance mais ce retard est rattrapable si nous nous en donnons les moyens dès à présent » ce qui implique « un meilleur accès et un meilleur partage des données au niveau national et européen ». Concernant l'usage de l'IA dans les services publics, la CSNP recommande de :
1. Veiller à ce que l'utilisation des services d'IA dans les services publics soient toujours supervisés par des humains (Recommandation 19)
2. Informer les usagers sur l'utilisation de l'IA dans la prise de décision administrative (Recommandation 20)
3. Inciter chaque ministère à travailler sur un ou deux projets emblématiques d'IA pour améliorer les démarches administratives des usagers (Recommandation 21 )
4. Vérifier l'adaptation des règles de la commande publique à l'achat de services d'IA souverain pour stimuler le développement d'acteurs européens (Recommandation 22)
5. Former les managers de l'État aux enjeux de l'IA, inclure dans les écoles de formation (INSP, ENM…) des stages ou la conduite de projets associant des experts de l'IA (Recommandation 23)
6. Désigner un référent IA dans les administrations publiques et les établissements de formation (Recommandation 24)

## Composition
La Commission est composée de 7 députés désignés par le président de l'Assemblée nationale, 7 sénateurs désignés par le président du Sénat et 3 membres qualifiés désignés par le ministre des Finances.
- Députés :
  - Jacques Oberti, député de Haute-Garonne (SOC)
  - Lisa Belluco, députée de la Vienne (Écologiste et Social)
  - Anne Le Hénanff, députée du Morbihan (Horizons)
  - Aurélien Lopez-Liguori, député de l'Hérault (RN)
  - Marie Pochon, députée de la Drôme (Écologiste et Social)
  - Stéphane Travert, député de la Manche (Renaissance)
  - Stéphane Vojetta, député des français établis hors de France dans la 5e circonscription (Renaissance)
- Sénateurs :
  - Damien Michallet, sénateur de l'Isère (LR)
  - Christian Redon-Sarrazy, sénateur de la Haute-Vienne (SER)[7]
  - Bernard Delcros, sénateur du Cantal (UC)
  - Patricia Demas, sénatrice des Alpes-Maritimes (LR)
  - Audrey Linkenheld, sénatrice du Nord (SER)
  - Jean-Yves Roux, sénateur des Alpes de Haute-Provence (RDSE)
  - Denise Saint-Pé, sénatrice des Pyrénées- Atlantiques (UC)
- Personnalités qualifiées :
  - Jeanne Bretecher, dirigeante de Génération2 et présidente de Social Good Accelerator[8].
  - Henri d'Agrain, délégué général du CIGREF
  - Patrick Guillemot, ancien directeur exécutif appui et soutien de la branche Grand Public et Numérique du Groupe La Poste - en retraite du groupe La Poste[9]

Le 14 janvier 2025, la CSNP est présidée par la sénateur Damien Michallet.
Valérie Montané en est la secrétaire générale depuis avril 2021.

## Anciens membres

### Anciens présidents
- Jean-Pierre Fourré, député honoraire de Seine-et-Marne (novembre 1990 à mars 1993).
- Jean Besson, député honoraire du Rhône (octobre 1993 à avril 1997).
- Jacques Guyard, député honoraire de l'Essonne (octobre 1997 à juin 2002).
- Pierre Hérisson, sénateur honoraire de la Haute-Savoie (novembre 2002 à décembre 2005 puis décembre 2008 à février 2013).
- Alain Joyandet, sénateur de la Haute-Saône (décembre 2005 à mars 2008).
- Jean Launay, député du Lot, questeur de l'Assemblée nationale de (mars 2013 à octobre 2018).
- Yvon Collin, député du Tarn-et-Garonne (octobre 2018 à février 2021).
- Mireille Clapot, députée de la Drôme (février 2021 à février 2024).

### Députés
- Frédéric Barbier, député du Doubs (SRC).
- Jean Besson, député du Rhône (UMP - RPR).
- Alain Paul Bonnet, député de la Dordogne (PS).
- Yvon Bonnot, député des Côtes-d'Armor (UDF).
- François Brottes, député de l'Isère (PS).
- Thierry Carcenac, député du Tarn (PS).
- Grégoire Carneiro, député de la Haute-Garonne (UMP).
- André Chassaigne, député du Puy-de-Dôme (PC).
- Laure de La Raudière, députée d'Eure-et-Loir (UMP).
- Jacques Desallangre, député de l'Aisne (RCV).
- Jean Dionis du Séjour, député de Lot-et-Garonne (NC).
- Jeanine Dubié, députée des Hautes-Pyrénées (PRG).
- Virginie Duby-Muller, députée de Haute-Savoie (LR).
- Corinne Erhel, députée des Côtes d'Armor (PS).
- Jean-Pierre Fourré, député de Seine-et-Marne (PS).
- Jacques Guyard, député de l'Essonne (PS).
- Alain Joyandet, député de la Haute-Saône (UMP).
- Jean Launay, député du Lot (PS).
- Patrice Martin-Lalande, député de Loir-et-Cher (RPR).
- Gabriel Montcharmont, député du Rhône (PS).
- Jean Proriol, député de la Haute-Loire (UMP).
- Michel Raison, député de la Haute-Saône (UMP).
- Marcelle Ramonet, député du Finistère (UMP).
- Hervé Saulignac, député de l'Ardèche (PS).
- Frédéric Soulier, député de la Corrèze (UMP).
- Lionel Tardy, député de Haute-Savoie (UMP).
- Gérard Terrier, député de la Moselle (PS).
- Alfred Trassy-Paillogues, député de la Seine-Maritime (UMP).
- Catherine Vautrin, député de la Marne (UMP).
- Gérard Vignoble, député du Nord (UDI).
- Mireille Clapot, députée de la Drôme (Renaissance)
- Sophia Chikirou, députée de Paris (LFI).
- Angélique Ranc, députée de l'Aube (RN).
- Xavier Batut, député de Seine-Maritime (Renaissance).

### Sénateurs
- Maurice Blin, sénateur des Ardennes (UC).
- Toine Bourrat, sénatrice des Yvelines (LR).
- Louis de Froissard de Broissia, sénateur de la Côte-d'Or (UMP).
- Pierre Camani, sénateur du Lot-et-Garonne (PS).
- Patrick Chaize, sénateur de l’Ain (LR).
- Jacques Chiron, sénateur de l'Isère (PS).
- Jean-Pierre Corbisez, sénateur du Pas-de-Calais (CRCE).
- Philippe Darniche, sénateur de la Vendée (MPF).
- Gérard Delfau, sénateur de l'Hérault (RDSE).
- Jean Faure, sénateur de l'Isère (UMP).
- André Ferrand, sénateur représentant les français établis hors de France (UMP).
- Martine Filleul, sénatrice du Nord (SER).
- Jean-Claude Frécon, sénateur de la Loire (PS).
- Christian Gaudin,sénateur de Maine-et-Loire (UDF).
- Georges Gruillot, sénateur du Doubs (UMP).
- Pierre Hérisson, sénateur de la Haute-Savoie (UMP).
- Jean-François Humbert, sénateur du Doubs (UMP).
- Pierre Jarlier, sénateur du Cantal (UDI-UC).
- Pierre Laffitte, sénateur des Alpes-Maritimes (RDSE).
- Bernard Lalande, sénateur de la Charente-Maritime (PS).
- Gérard Larcher, sénateur des Yvelines (RPR).
- Gérard Le Cam, sénateur des Côtes d'Armor (CRC).
- Philippe Leroy, sénateur de Moselle (UMP).
- Jean-Marie Rausch, sénateur de la Moselle (rattaché RDSE).
- Bruno Sido, sénateur de la Haute-Marne (UMP).
- Michel Teston, sénateur de l'Ardèche (PS).
- Henri Torre, sénateur de l'Ardèche (UDR).
- René Trégouët, sénateur du Rhône (UMP).
- François Trucy, sénateur du Var (UMP).